# Бело (Сена и Марна)
Бело (фр. Bellot) је насељено место у Француској у региону Париски регион, у департману Сена и Марна.
По подацима из 2011. године у општини је живело 799 становника, а густина насељености је износила 48,84 становника/km².

## Демографија
| 1962. | 1968. | 1975. | 1982. | 1990. | 2011. |
| ----- | ----- | ----- | ----- | ----- | ----- |
| 552   | 531   | 487   | 534   | 672   | 799   |